# 嘉惠勞
嘉惠勞主教（D. José Manuel de Carvalho，1844年9月16日—1904年4月24日）是葡萄牙人；於1897年被委接掌天主教澳門教區，為第15任主教。
翌年到達澳門，隨船帶來嘉諾撒修女七人，司鐸二人及修生十名。任內曾擴建白鴿巢育嬰培幼院，派嘉諾撒修女在氹仔開辦學校及孤兒院。
1902年轉任安卡教區主教，死於1904年。